# Tove Alsterdal
Tove Kerstin Alsterdal (Malmö, 28 december 1960) is een Zweeds journaliste, scenarioschrijver en schrijfster van misdaadromans. Ze debuteerde in 2009 met haar eerste roman in het misaadgenre, Kvinnorna på stranden. Ze schreef ook scenario's voor film en theater en is redacteur voor de misdaadromans van Liza Marklund.

## Biografie
Alsterdal werd geboren in 1960 in Malmö als dochter van Alvar Alsterdal (1926–1991), een journalist uit Alster in Värmland, en Elsa Bolin (geboren Bucht, 1928–2009), een sociologe uit Karungi in Tornedalen.
Alsterdal groeide op in Umeå en in Jakobsberg buiten Stockholm. Tijdens haar eerste beroepsjaren na de middelbare school werkte ze als verpleegster in het Beckomberga-ziekenhuis.
In 1985 volgde ze een opleiding tot journalist aan de Kalix Folkhögskola. Daar ontmoette ze ook Liza Marklund, die de basis legde voor een toekomstige nauwe samenwerking als auteurs. Op volwassen leeftijd woonde Alsterdal vele jaren in Luleå, waar ze werkte als journalist voor radio en tv, waarna ze verhuisde naar Stockholm. Samen met haar ex-echtgenoot Nikolaj Alsterdal (geboren Andersen) heeft ze drie dochters, een geboren in 1999 en een tweeling geboren in 2002.

## Carrière
Tove Alsterdal werkte als freelancejournalist toen ze begin jaren 1990 toneelstukken begon te schrijven voor de onafhankelijke theatergroep Teater Scratch in Luleå. Ze heeft later scripts geschreven voor onder andere provinciale theaters, opera en Sveriges Radios julkalender, een jaarlijkse reeks kinderprogramma's in de kerstperiode geproduceerd en uitgezonden door Sveriges Radio.
Alle misdaadromans van Alsterdal staan los van elkaar.
In het voorjaar van 2000 kocht ze het detonieklaboratorium van Alfred Nobel van de stad Stockholm en runde daar een tijdje haar eigen cabarettheater, samen met haar toenmalige echtgenoot.
Samen met actrice en regisseur Helena Bergström schreef ze het script voor de film Så olika, die eind 2009 in première ging.
In september 2009 debuteerde ze als romanschrijver met de thriller Kvinnorna på stranden. Oorspronkelijk was het boek bedoeld als scenario, maar potentiële producenten merkten op dat het te duur was omdat het zich afspeelde in zeven landen. Het verhaal draait om mensen die vluchten over de Middellandse Zee en worden uitgebuit in slavenarbeid in Europa. Het boek werd in negentien talen vertaald.
De filmrechten op Kvinnorna på stranden werden verkocht aan de Britse productiemaatschappij Filmwave AB, die er een zesdelige televisieserie van zouden maken. In 2017 heeft de auteur het boek bijgewerkt voor publicatie in het Engels onder de titel The forgotten dead (HarperCollins).
In 2012 verscheen haar tweede roman, I tystnaden begravd, die zich afspeelt in Tornedalen en gaat over degenen die in de jaren dertig naar de Sovjet-Unie emigreerden, de zogenaamde Kirunasvenskarna. Alsterdals familielid Nils Bucht was een van degenen die verdwenen tijdens de terreur van Jozef Stalin. Het boek werd in Zweden, Nederland en Frankrijk genomineerd als de beste misdaadroman van het jaar. Het boek, in Frankrijk uitgebracht als Dans le silence enterré werd in 2017 bekroond met de Prix du Balai d'Or.
Alsterdals derde roman, Låt mig ta din hand, werd in 2014 door de Svenska Deckarakademin bekroond met de prijs voor de beste misdaadroman van het jaar. Het boek speelt zich af in de omgeving van Jakobsberg buiten Stockholm, evenals in Argentinië, waar een Zweedse vrouw verdwijnt tijdens de militaire dictatuur in de jaren zeventig.
In Vänd dig inte om uit 2016 keert Alsterdal terug naar het psychiatrisch ziekenhuis Beckomberga waar ze in haar jeugd werkte. Het boek toont de botsing tussen het duistere verleden van de plaats en de nieuwe woonidylle die in het gebied aan het ontstaan is. De enige getuige van een moord is een Roma-bedelaar.
In 2019 kwam de roman Blindtunnel uit, waarin de hoofdpersoon zijn baan is kwijtgeraakt en zich verliest in huizenadvertenties op internet. Op een dag vindt hij een spotgoedkope wijngaard ver weg in het voormalige Sudetenland. Hij en zijn vrouw verkopen hun rijtjeshuis en verlaten Zweden om de droom van een ander leven te vervullen, maar het project verandert in een nachtmerrie.
Rotvälta uit 2020 speelt zich af in Ångermanland en gaat over een tienerjongen die ooit heeft bekend dat hij een meisje van dezelfde leeftijd had vermoord. Als man van middelbare leeftijd brengt hij een onverwacht bezoek aan zijn ouderlijk huis en vindt zijn vader vermoord met een jachtmes. Deze roman werd in Zweden ook bekroond met de prijs voor de beste misdaadroman van het jaar en won daarna de Glazen Sleutel.
Tove Alsterdal is sinds Sprängaren (1998) de redacteur van de schrijfster Liza Marklund. Ze ontmoette Marklund toen ze beiden in 1984–1985 de cursus journalistiek aan Kalix Folkhögskola volgden. Ze hebben ook het script geschreven voor de film The Postcard Killings uit 2020, gebaseerd op het gelijknamige boek van Liza Marklund en James Patterson, geregisseerd door Danis Tanović.

### Romans
- Kvinnorna på stranden, 2009 (Nederlands: Vrouwen op het strand)
- I tystnaden begravd, 2012 (Nederlands: Het stille graf)
- Låt mig ta din hand, 2014 (Nederlands: Geef me je hand)
- Vänd dig inte om, 2016 (Nederlands: Draai je niet om)
- Blindtunnel., 2019
- Rotvälta, 2020 (Nederlands: Stormval)
- Slukhål, 2021.

### Theater en film (selectie)
- 1998: På spaning (samen met Boel Forssell), Teater Scratch, Luleå
- 1998: Sagan om vintern, libretto, (componist: Fredrik Högberg) kamermusical voor kinderen, Norrbottensmusiken
- 1998: Tilde och Tiden, radioserie, Sveriges Radio
- 1999: Nånstans under stjärnorna, Teater Scratch, Luleå
- 2000: Dotter, Länsteatern in Örebro
- 2000: Snälla Py, Sveriges Radios julkalender
- 2002: Broder okänd, Lovteatern, Sveriges Radio
- 2004-2006: Ensamma hemma, miniserie voor Fieteri (kinderprogramma in Meänkieli en Zweeds), Sveriges Television
- 2004: Vems är du?, Norrbottensteatern
- 2005: Om du var jag (tv-serie, kortfilm Elina)
- 2006: Dollar (in samenwerking met Liza Marklund), Pan Vision
- 2006: Packa, packa!. Luleå: Norrbottensteatern. 2006. LIBRIS 11941011, Teater Scratch
- 2009: Så olika, speelfilm samen met Helena Bergström
- 2012: Kains Kvinna, libretto (componist: Fredrik Högberg), iOpera
- 2016: Det ropar under golvet, concert met Norrbotten Big Band en componist Torbjörn Ömalm
- 2017: The Postcard Killings, scenario voor de speelfilm, gebaseerd op het boek Postcard Killers van Liza Marklund en James Patterson